# 小松義雄
小松 義雄（こまつ よしお、1904年 - 1999年12月22日）は、日本の昭和期の洋画家・抽象画家である。

## 人物
- 1904年（明治37年）、東京都銀座生まれ。
- 慶應義塾大学仏文学部卒業と同時に美術文学を研究するためにヨーロッパに渡り、フランスに3年間滞在。フランスでパブロ・ピカソに出会い、その作品に感動と衝撃を受けた。
- 帰国後は、自由美術家会員として東京にて個展を重ね、1947年（昭和23年）・1948年（昭和24年）には昭和天皇、香淳皇后に近代美術を講じる。1950年設立のモダンアート協会の発起人の1人となり[1]、作品として、抽象画、具象画、水彩画、水墨画、カット、デッサンなど多種に渡り、3号から80号まで数多くの作品が存在する。

## 経歴
- 1904年　東京銀座に生まれる
- 1921年　慶應義塾大学経済学部に入学
- 1930年　同大学仏文学部卒業
- 1930年　美術文学研究の為渡欧・滞仏
- 1931年　バリ・秋のサロン入選
- 1934年　日本に帰国
- 1939年　抽象絵画展覧会を銀座三越にて開催
- 1940年　自由美術家協会会員となる
- 1943年　第三回個展を三越にて開催
- 1946年　日本大学芸術学部講師となる
- 1948年　昭和天皇・香淳皇后下に近代美術を講ず
- 1949年　再度天皇・皇后に近代美術を進講する
- 1951年　モダンアート協力会創立　爾耒日本国際展・日本現代展に出品
- 1971年　渡欧・フランス・スイス・イタリー絵の旅
- 1972年　滞欧作品展・日動画廊
- 1973年　小松義雄滞欧作品展（鳥取県米子市大丸百貨店）
- 1976年　小松義雄水墨画展（茨城県水戸市川上画廊）
- 1979年　小松義雄絵画展（水戸市コロナ美術館）
- 1999年12月22日　死去

## 作品
- 青いネックレスのマドンナ（神稲建設株式会社 くましろホール 小松義雄作品館 収蔵）
- カンヌ海岸（同上 収蔵）
- 赤富士（同上 収蔵）
- ベスリオ火山（同上 収蔵）

## 展示施設
- 常設展示
  - 神稲建設株式会社[2] くましろホール 小松義雄作品館（長野県下伊那郡高森町下市田2097-1）